# Баллимахон
Баллимахон (англ. Ballymahon; ирл. Baile Uí Mhatháin) — деревня в Ирландии, находится в графстве Лонгфорд (провинция Ленстер).
Город получил своё название от названия города Mahon, а тот получил имя от южного правителя Mathgamain mac Cennétig, старшего брата Бриана Бору.

## Демография
Население — 963 человека (по переписи 2006 года). В 2002 году население составляло 827 человек.
Данные переписи 2006 года:
| Общие демографические показатели |               |                               |                               |      |      |
| Всё население                    | Всё население | Изменения населения 2002—2006 | Изменения населения 2002—2006 | 2006 | 2006 |
| 2002                             | 2006          | чел.                          | %                             | муж. | жен. |
| 827                              | 963           | 136                           | 16,4                          | 482  | 481  |